# 光萼党参
光萼党参（学名：Codonopsis levicalyx）是桔梗科党参属的植物，为中国的特有植物。分布于中国大陆的四川、西藏等地，生长于海拔2,800米至3,200米的地区，多生于山地林下或灌丛中，目前尚未由人工引种栽培。

## 别名
五花党参（四川南坪）

## 异名
- Codonopsis levicalyx L. T. Shen var. hirsuticalyx L. T. Shen